# Котенки
Котенки́ — село в Україні, у Білопільській міській громаді Сумського району Сумської області. Населення становить 217 осіб. До 2020 орган місцевого самоврядування — Ганнівсько-Вирівська сільська рада.

## Географія
Село Котенки розміщене на відстані 3.5 км від річок Куянівка та Вир. На відстані 1.5 км розташовані села Дудченки, Смоляниківка та Білани.
Поруч пролягає залізниця, станція Улянівка.

## Історія
Село постраждало внаслідок геноциду українського народу, проведеного урядом СРСР 1923–1933 та 1946–1947 роках.
12 червня 2020 року, відповідно до розпорядження Кабінету Міністрів України № 723-р «Про визначення адміністративних центрів та затвердження територій територіальних громад Сумської області», село увійшло до складу Білопільської міської громади.
19 липня 2020 року, в результаті адміністративно-територіальної реформи та ліквідації Білопільського району, село увійшло до складу новоутвореного Сумського району.

## Соціальна сфера
- Школа І ст.